# Talida Tolnai
Talida Tolnai (Zilah, 1979. augusztus 21. –) Európa-bajnoki bronzérmes román válogatott kézilabdázó. Részt vett a 2008-as pekingi olimpián, ahol hetedik helyen végzett a válogatottal.

## Sikerei, díjai
- Román bajnokság:
  - Győztes: 2001, 2004, 2005, 2008, 2009, 2010, 2011
- Román Kupa: 2003, 2011
  - Győztes:
- Bajnokok Ligája:
  - Döntős: 2010
  - Elődöntős: 2009, 2012
- Klubcsapatok Európa-bajnoksága:
  - Győztes: 2007
- Kupagyőztesek Európa-kupája:
  - Győztes: 2007
  - Elődöntős: 2001
- City Cup:
  - Győztes: 1996
  - Elődöntős: 1997